# 珍妮·弗莱彻
珍妮·弗莱彻（英語：Jennie Fletcher，1890年3月19日—1968年1月17日），英国女子游泳运动员。她曾代表英国参加1912年夏季奥林匹克运动会游泳比赛，获得女子4×100米自由泳接力金牌和女子100米自由泳铜牌。